# Portia assamensis
Portia assamensis là một loài nhện trong họ Salticidae.
Loài này thuộc chi Portia. Portia assamensis được Fred R. Wanless miêu tả năm 1978.